# 영보이 네버 브로크 어게인
켄트렐 드숀 골든(Kentrell DeSean Gaulden, 1999년 10월 20일~)은 예명 영보이 네버 브로크 어게인(YoungBoy Never Broke Again)으로 더 잘 알려진 미국의 영화 감독 및 래퍼이다. 2015년과 2017년 사이, 그는 6개의 독립적인 믹스테이프를 발표했고, 그의 작품을 통해 꾸준히 컬트적인 추종자들을 얻었다. 2017년 말, 골든은 애틀랜틱 레코드와 계약을 맺었다. 2018년 1월, 그는 싱글 "Outside Today"를 발매했고, 빌보드 핫 100 차트에서 31위를 기록했다. 이 곡은 그의 데뷔 정규 앨범 "Until Death Call My Name"(2018)의 리드 싱글이 되었고, 미국 빌보드 200에서 7위로 정점을 찍었다.
2019년 10월, Gaulden은 Juice WRLD와 함께 싱글 "Bandit (노래)"을 발매했다.일주일 후, 그는 석방되었다.빌보드 200에서 1위로 데뷔한 AI Young Boy 2(2019)이다. 2020년 4월, 그는 "38 Baby 2"를 발매하여 빌보드 200에서 두 번째 차트 1위 프로젝트가 되었다. 그 해 말, 굴든은 그의 두 번째 정규 음반 "Top (앨범)"(2020)을 발매했고, 1년도 채 되지 않아 세 번째 차트 1위 프로젝트로 이어졌다. 2021년 9월, "Sincely, Kentrell" (2021)이 감옥에서 풀려나 다시 차트 1위를 차지했고, 투팍과 릴 웨인 외에 수감 중 차트 1위를 차지한 세 번째 아티스트가 되었다.
그의 성공에도 불구하고, Gaulden의 경력은 2016년부터 시작된 오랜 법적 이슈의 역사로 특징지어졌으며, 수감 기간 동안 여러 프로젝트를 발표했다. 2021년 10월 26일, 그는 7개월 복역 후 150만 달러의 보석금을 내고 감옥에서 풀려났고, 유타 주에서 재판 전 가택연금을 선고 받았다.

## 생애
켄트렐 굴든(Kentrell Gaulden)은 1999년 10월 20일 루이지애나주 배턴루지에서 태어났다. 그는 유년시절 레슬링을 하다가 목이 부러졌는데, 그 부상은 척추가 나을 때까지 머리 받침대가 필요했다. 그 버팀대는 그의 이마에 영구적인 흉터를 남겼다. 굴든(Gaulden)은 아버지가 55년형을 선고받았기 때문에 주로 외할머니에 의해 길러졌다. 그는 9학년 때 고등학교를 중퇴하고 강도죄로 체포되어 루이지애나주 탈룰라의 구치소로 보내졌다. 그곳에 있는 동안, 그는 데뷔 프로젝트를 위해 가사를 쓰기 시작했다.
그가 구치소에서 풀려난 후, 굴든의 할머니는 심부전으로 사망했고 굴든은 그의 친구이자 동료인 배턴 루즈 래퍼인 NBA 3 쓰리(OG 3 Three)와 함께 이사했다. 그리고 나서 두 사람은 스튜디오 시간을 벌기 위해 범죄 행위를 했다.

## 커리어

### 2015–2017: 커리어의 시작과 "(에이아이 영보이)AI YoungBoy"
Gaulden은 그가 14살 때 월마트에서 구입한 마이크를 사용하여 처음으로 음악을 제작하기 시작했다. 그는 2015년에 첫 믹스테이프인 "Life Before Fame"을 발매했다."Mind of a Threat", "Mind of a Threat 2", "Before I Go" 등 다른 믹스테이프가 줄줄이 이어졌다. 2016년 10월, Gaulden은 그의 믹스테이프 "38 Baby"로 주목을 받았다. 이 음반에는 동료 배턴루지 원주민, 부시 바다즈, 케빈 게이츠, 동료 래퍼 스트로크 타돈과 NBA 3 쓰리가 참여했다.1주일 후인 2016년 11월 4일, 골든은 "Mind of a Threats 3"라는 제목의 믹스테이프를 발매했다. 골든의 빠른 인기 상승은 2015년 12월 동료 배턴루지 래퍼 스코티 케인과 함께 "노래 대 노래 랩 비프"에 기여할 수 있게 했다. 비록 배턴루지 래퍼들 사이에 실제 폭력은 일어나지 않았지만, 그들의 불화는 많은 관심을 끌었다.
2016년 11월, 골든(Gaulden)은 텍사스주 오스틴에서 운전 중 총격과 관련된 1급 살인 미수 혐의로 체포되었다. 루이지애나 주 이스트 배턴루지 패리시 교도소에 수감되어 있는 동안, 골든은 그의 믹스테이프 두 개를 다시 공개했다."Before I Go"와 "Mind of a Threats 3". 골든은 2017년 5월 유죄판결을 받고 보석금을 내고 출소했다. 감옥에서 나온 지 일주일 후, Gaulden은 싱글 "Untouchable (영보이 네버 브로크 어게인의 노래)"을 발매했다.
2017년 7월, 굴든은 믹 밀, 영 터그, 21 새비지, 부시 바다즈, 요고티 등 저명한 아티스트들의 카메오들을 포함한 그의 노래 "41"의 비디오를 공개했다. 2017년 8월 3일, 그는 그의 믹스테이프 "AI Young Boy"를 발매했고, 빌보드 200에서 24위를 기록했다. 싱글 "Untouchable"은 빌보드 핫 100 차트에서 95위로 정점을 찍었다. 프로젝트의 두 번째 싱글인 "No Smoke"는 빌보드 핫 100에서 61위로 정점을 찍었다.

### 2018–2019: "죽을 때까지 내 이름을 불러(Until Death Call My Name)" and "AI 영보이 2(AI YoungBoy 2)"
2018년 1월 6일 굴단(Gaulden)은 싱글 "Outside Today"를 발매했다. 이 곡은 빌보드 핫 100에서 31위를 차지하며 골든의 최고 차트 곡이 되었다.그는 애틀랜틱 레코드와 합작 계약을 체결한 직후인 1월 11일 데뷔 스튜디오 음반 "Until Death Call My Name"을 발표했다. 이 음반은 2018년 4월 27일에 발매되었다. 2018년 2월에 체포되었음에도 불구하고, 골든(Gaulden)은 새로운 믹스테이프를 약속했다. 2018년 5월 19일, 그의 다음 믹스테이프 "마스터 더 데이 오브 저스티스(Master The Day Of Judgement)"가 발매되었다.2018년 여름, 골든(Gaulden)은 4곡의 EP를 발매했다. 그 중 첫 번째 작품인 "4 Respect"는 8월 24일에 개봉되었고, 이어서 "4 Freedom", "4 Loyalty", "4 What Important"가 각각 8월 30일, 9월 6일, 14일에 개봉되었다. 마지막 파트가 발매되는 것과 함께, 네 개의 EP(4Respect 4Freedom 4Loyalty 4WhatImportant)가 모두 16트랙의 컴필레이션으로 결합되었다. 9월 7일, 골든(Gaulden)은 트리피 레드(Trippie Redd)가 단독 게스트로 출연한 믹스테이프 "Decide"를 발매했다. 12월 20일, 골든(Gaulden)은 릴 베이비(Lil Baby) 앤 플리스(Plies)의 게스트 출연을 담은 믹스테이프 "Realer"를 발매했다.
2019년 1월, 굴든(Gaulden)은 미국에서 101주 동안 유튜브의 톱 뮤직 아티스트 목록에 올랐으며, 이는 그를 모든 장르에서 가장 많이 시청한 뮤지션으로 만들었다.이것은 부분적으로는 그가 정기적으로 그리고 독점적으로 유튜브에 음악을 발매하는 것에 대한 그의 일관성에 기인했다. 2019년 빌보드 미드 이어 차트에서 9위를 차지했으며, 2019년 상반기 6개월 동안 프로젝트를 중단하지 않고 주문형 오디오 스트림에서 선정한 10대 아티스트 중 7위를 차지했다.
굴든은 2019년 초 집행유예 위반으로 14개월의 가택연금을 선고 받았다. 가택 연금 때문에, 그는 집 이외의 어디에서도 음악을 녹음할 수 없었다.2019년 9월 25일, Gaulden은 "aptly titled(적절한 제목)"의 싱글 "House Arrest Tingz"를 발매했다.
2019년 10월 4일, Gaulden은 리드 아티스트로서 Juice WRLD의 마지막 신곡인 "Bandit (노래)"를 래퍼 "Juice WRLD"와 함께 발표했다. 이 곡은 빌보드 핫 100에서 10위에 올라 NBA 영보이의 최고 차트 싱글이 되었다.
2019년 10월 10일, 골덴은 그의 믹스테이프를 공개했다."AI Young Boy 2"는 미국 빌보드 200에서 1위로 데뷔했다. 믹스테이프는 그의 2017년 브레이크아웃 "AI Youngboy"의 후속곡으로, 이전에 발표한 곡 "Slime Mentality"를 포함하여 18곡이 수록되어 있다. 골든(Gaulden)은 첫 주 동안 1억 4천 4백 7십만 개의 주문형 오디오 스트림을 누적하여 2019년 10대 스트리밍 데뷔 앨범 중 하나가 되었다.

### 2020–현재: "38 베이비 2(38 Baby 2)",정상(Top), "진심으로, 켄트렐(Sincerely, Kentrell)" and "색깔(Colors)"
2020년 2월, 굴든은 믹스테이프 "Still Flexin, Still Steppin"을 발매했다. 이 음반은 미국 빌보드 200에서 2위로 데뷔했으며, 2019년 1위 음반 "AI 영보이 2인치(AI YoungBoy 2)"에 이어 두 번째로 높은 차트 음반이 되었다. 2020년 4월 24일, 골든은 믹스테이프 《38 Baby 2》를 발매하여 빌보드 200에서 1위로 데뷔했다. 2020년 8월 20일, Gaulden은 9월 11일에 발매된 두 번째 정규 앨범 "Top (앨범)"의 발매를 발표했다. 이 음반에는 릴 웨인이 피처링한 "All In (Young Boy Never Broke Again"), "Kacey Talk" 및 "My Window"가 수록되어 있다. 이 음반은 빌보드 200에서 1위로 데뷔했고 1년 만에 그의 세 번째 1위 음반이 되었다.
2020년 11월 11일, 골든은 자신의 네 번째 솔로 프로젝트인 《Until I Return》을 발표했다. 유튜브를 통해 독점 발매되었으며, 3일 후 4곡이 추가되어 스트리밍 서비스를 이용할 수 있게 되었다. 믹스테이프에는 게스트 기능이 없다. 2020년 11월 20일, 굴든은 리치 더 키드와 함께 "Nobody Safe"라는 제목의 공동 프로젝트를 발표했다.
2021년 9월 24일, Gaulden은 감옥에서 세 번째 정규 앨범 "Sincely, Kentrell"을 발매했다. 이 음반은 빌보드 200에서 1위로 데뷔하여 투팍 사커와 릴 웨인 외에 수감 중에 1위 음반을 가진 세 번째 아티스트가 되었다
2021년 10월 말 감옥에서 석방된 후, 그는 11월부터 "Heart and Soul", "Alligator Walk" , "Blackball" 등 다수의 싱글을 발매했다.이 싱글들은 그가 버드맨과 협업한 믹스테이프로 이어졌고, 2018년 3월에 처음 발표된 후 2021년 12월 10일에 발매되었다.
골든은 2022년 1월 21일 "Colors (Mixtape)"라는 제목의 또 다른 믹스테이프를 발매했다.이 믹스테이프는 이전에 발매된 싱글로 인해 주목을 받았는데, 그는 "Bring the Hook"과 "Know Like I Know"의 트랙에서 각각 래퍼 킹 본과 NLE 쵸파를 디스했다.

## 음악 스타일
NBA YoungBoy(이하 영보이 네버 브로크 어게인)는 멜로디 보컬과 "특징적인 공격적인 펀치와 높은 에너지"로 유명하다.그는 "빠른 화속"으로 묘사되는 그의 직업윤리와 함께 음악을 발표하는데 있어서 그의 일관성으로 유명하다.영보이는 2015년부터 총 26장의 정규 앨범, EP, 믹스테이프를 발매했다.

## 법적 문제
2016년 11월 28일, 미국 보안관들은 텍사스 오스틴에서 열린 콘서트 전에 사우스 배턴 루즈 거리에서 차량으로부터 뛰어내려 사람들에게 발포했다고 비난하며 골든을 체포했다. 굴든(Gaulden)은 두 건의 살인 미수 혐의로 기소되었다.굴든(Gaulden)은 1급 살인 미수로 2017년 5월까지 감옥에 있었다.그의 투옥에 대해 그는 "그들이 정말로 표적이 될 것이라고 생각하지 않지만, 만약 여러분이 누구인지 알고, 여러분이 어떤 일을 하고, 그들이 여러분을 잡으러 올 것이고, 여러분이 누구와 있고, 그들이 무엇을 하든, 여러분이 가장 큰 이름을 가졌기 때문에 여러분은 그것에 대해 책임을 져야 합니다. 그게 바로 안되는 이유라구요." 두 건의 1급 살인 미수 사건에 직면했을 때, 그는 총기를 사용한 가중 폭행의 감소된 혐의에 대해 유죄를 인정했다. 2017년 8월 23일 징역 10년과 집행유예 3년을 선고받았다.
2018년 2월 25일,굴든(Gaulden)은 탤러해시(Tallahassee)의 더 문 나이트클럽(The Moon nightclub)에서 열린 콘서트 전에 체포되었다. 굴든(Gaulden)은 조지아 주에서 폭행, 무기 위반, 유괴를 저지른 혐의로 영장을 발부받았다. 그가 체포된 직후 호텔 감시카메라가 유출된 장면에는 굴든(Gaulden)이 누군가를 폭행하는 장면이 담겨 있었다. 2018년 3월 15일, 그는 75,000 달러의 보석금을 내고 감옥에서 풀려났다.
2019년 5월 12일 마이애미에서 검은 캐딜락 에스컬레이드를 탄 총격범이 총을 난사해 굴든(Gaulden)의 여자친구를 다치게 하고 구경꾼을 살해했다. 비록 골든의 총격에 대한 혐의는 기각되었지만, 그는 벤 필즈와 트룰론드릭 "부머" 노먼과 함께 있는 것으로 밝혀져 그의 보호관찰의 특별한 조건을 위반했다.; 이 위반으로, 판사는 그에게 90일을 감옥에서 보내라고 명령했고, 다음 14개월 동안 공연하는 것을 금지했으며, 그의 보호관찰의 남은 기간 동안 전자 감시와 함께 가택연금을 선고했다. 2019년 12월 13일, 판사는 공식적으로 두 건의 살인 미수 혐의로 골든의 집행유예를 종료했다. 2019년 12월 18일 전 여자친구인 자니아를 상대로 한 사건으로 집행유예 1년을 선고받았다.그는 현재 로스앤젤레스에 살고 있다.
2020년 9월 28일, 골든은 루이지애나주 배턴루지에서 마약 유통과 제조, 훔친 총기 소지 등 다양한 혐의로 체포된 16명 중 한 명이였다.그의 변호사는 "체포 당시 그에게 총이나 마약이 있었다는 징후는 없었다"며 유죄를 부인했다. 그의 체포 소식이 알려지자 굴든은 자신의 인스타그램과 트위터 계정 등 SNS를 모두 삭제했다.
2021년 3월 22일, 골든은 연방 영장을 집행하는 연방 요원들에 의해 체포되었다. 경찰관들은 Gaulden이 도보로 이륙했을 때 영장을 집행하기 위해 Gaulden이 탄 차량을 멈추려고 시도했다. K9을 이용한 수색 끝에 골든은 연방 범죄 혐의로 체포되어 입건되었다.2021년 10월 26일, 그는 150만 달러의 보석금을 내고 감옥에서 풀려났다.

## 개인사
22살의 Gaulden은 6명의 다른 여성과 7명의 아이들의 아버지이다. 그의 두 아들 케이든과 케이시는 싱글 "Kacey Talk"의 비디오에 출연했다.
2017년 "페이더"의 프로필에서 굴든은 캄론을 아들 중 한 명으로 지목했다. 2016년 7월, 케이든(Kamron)이 태어난 지 몇 주 만에 스타 티그펜(Starr Thigpen)의 아들로 태어났다. 그러나 DNA 검사 결과 그가 친아버지가 아니라는 것이 확인되었다.
2021년 4월, 그는 일곱 번째 여성 재즐린 미첼과의 여덟 번째 아이를 임신했다고 보도되었다.

## 디스코그래피
스튜디오 앨범
- Until Death Call My Name (2018)
- Top (album) (2020)
- Sincerely, Kentrell (2021)
- The Last Slimeto (2022)

## 수상 및 후보
| 수상                             | 연도 | 수상인 및 지명자                                                                       | 카테고리                         | 결과 | 각주   |
| -------------------------------- | ---- | -------------------------------------------------------------------------------------- | -------------------------------- | ---- | ------ |
| ASCAP Rhythm & Soul Music Awards | 2021 | "Bandit" (with Juice WRLD) (only on behalf of Gaulden himself)                         | Winning Rap Songs                | 수상 | [ 64 ] |
| BET Hip Hop Awards               | 2019 | "I Am Who They Say I Am" (with Kevin Gates and Quando Rondo)                           | Best Impact Track                | 후보 | [ 65 ] |
| BMI R&B/Hip-Hop Awards           | 2021 | "Bandit" (with Juice WRLD) (only on behalf of Juice WRLD (posthumously) and Nick Mira) | Most Performed R&B/Hip-Hop Songs | 수상 | [ 66 ] |
| Grammy Awards                    | 2022 | "WusYaName" (with Tyler, the Creator and Ty Dolla Sign)                                | Best Melodic Rap Performance     | 후보 | [ 67 ] |